# Sort (Unix)

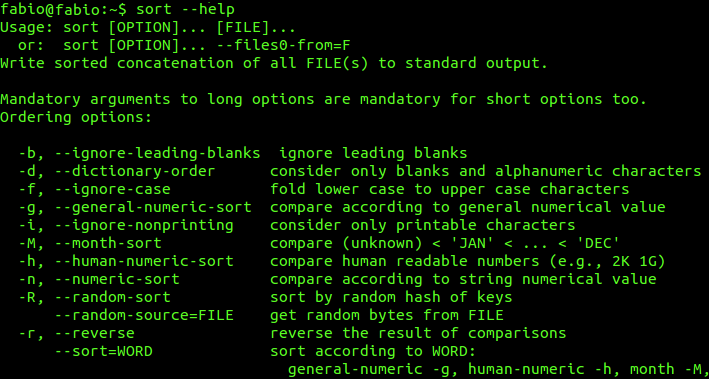
sort --help

A sort egy standard Unix parancs, mely a bemenetet –, ami lehet a standard bemenet, állomány vagy egy összefűzés eredménye – rendezett sorrendben ír ki a képernyőre. A rendezés több kulcs szerint is történhet.  A szóköz a standard, alapértelmezett mezőelválasztó (field separator).
Az -r opció a fordított sorrendet eredményezi ( reverse).

## Példák

### Rendezzük az aktuális könyvtárat méret szerint
```
$ls -s | sort -n
  96 Nov1.txt
 128 _arch_backup.lst
 128 _arch_backup.lst.tmp
1708 NMON
```

### Rendezés szám szerint
Az -n opció jelzi a parancsnak, hogy a rendezés numerikus lesz:
```
 $ du /bin/* | sort -n
 4       /bin/domainname
 24      /bin/ls
 102     /bin/sh
 304     /bin/csh
```

A -k opció segítségével azt is megadhatjuk, melyik oszlop szerint akarunk rendezni:
```
 $ cat 
zipcode

 Adam  12345
 Bob   34567
 Joe   56789
 Sam   45678
 Wendy 23456
   
 $ sort -nk 2 
zipcode

 Adam  12345
 Wendy 23456
 Bob   34567
 Sam   45678
 Joe   56789
```

### Egy csővezetéken keresztül kapott eredmény rendezése
```
 $ sort -t'|' -k2 
zipcode

 Adam|12345
 Wendy|23456
 Bob|34567
 Sam|45678
 Joe|56789
```

### Rendezés fordított sorrendben
Az -r opció segítségével megfordíthatjuk a rendezés sorrendenjét:
```
 $ sort -nrk 2 
zipcode

 Joe   56789
 Sam   45678
 Bob   34567
 Wendy 23456
 Adam  12345
```